# THE FUSE (1990年結成のバンド)
THE FUSE（ザ・ヒューズ）は、日本のロックバンド。1987年に結成し、1992年に解散。

## 概要
1987年に結成し、原宿の歩行者天国のバンド（ホコ天バンド）として、いわゆるバンドブーム期に活動した。1990年に「Boys&Girls」で東芝EMI（後のEMIミュージック・ジャパン）からメジャーデビューを果たし、オリコンチャートで3位を記録する。その後もシングルをリリースしヒット曲を飾るが、バンドブームの衰退により、1992年4月18日に日比谷野外音楽堂で行われたラストライヴをもって解散。

## メンバー
- 塩崎太久茂 - ヴォーカル
  - 愛称はTAKU。実家は建築設計事務所。解散後は家業を手伝い、後に自身が文具店を経営。叔父は元官房長官の塩崎恭久。
- 門脇学 - ギター、コーラス
  - 愛称はGAKU。かつては、NEW DAYS NEWz（N.D.Nz）のメンバーとして活動していたが、メジャーデビュー前に脱退。THE FUSE解散後はザ・スリルを結成。
  - 私生活では松雪泰子と結婚するも、2004年に離婚した。
- 笹沼位吉 - ベース、コーラス
  - 愛称はHANA。実家は八百屋。解散後は家業の手伝いを経て、SLY MONGOOSEのリーダーとして活動。
- 金原崇 - ドラムス、コーラス
  - 愛称はKIN。解散後はソロ活動を経て、1995年に結成した恋愛信号のメンバーとして活動（2000年に活動休止）。

## ディスコグラフィ
- 順位はオリコンのランキングによる最高位

### 映像作品
- STREET PARADISE (1990年2月7日発売/TOVF-7007)
- Welcome To Fuse World (1990年7月25日発売/TOVF-1057)
- チャンネル-F Vol.0 (1990年12月12日発売/TOVF-7016)
- レディ・ステディ・ゴー! ザ・ヒューズ・ツアー1991 (1991年9月6日発売/TOVF-1123)
- FOREVER (1992年4月15日発売/TOVF-1143)

### 参加作品
| 発売日        | タイトル                                           | 規格品番   | 曲順      | 楽曲         |
| ------------- | -------------------------------------------------- | ---------- | --------- | ------------ |
| 1990年7月25日 | SUMMER DRESSING CMソングセレクション               | TOCT-5737  | M.3       | Boys & Girls |
| 1990年9月27日 | TOSHIBA-EMI 30th ANNIVERSARY THANKS!               | TOCT-5830  | M.14      | Boys & Girls |
| 1991年7月19日 | ROCKお祭り騒ぎ                                     | TOCT-6191  | M.1       | Boys & Girls |
| 1999年11月3日 | 20世紀ベスト ポップ&ロック・ヒストリー 東芝EMI編 2 | TOCT-10688 | M.4       | D-Kiss       |
| 2006年3月24日 | バンド天国                                         | VICL-61923 | Disc1/M.6 | Boys & Girls |

## タイアップ一覧
| 使用年 | 曲名       | タイアップ                                             |
| ------ | ---------- | ------------------------------------------------------ |
| 1990年 | Boys&Girls | エースコック「スーパーカップ0.5」CMソング              |
| 1990年 | Sha-La-La  | 明治製菓「チョコステッキー」「チョコシリアル」CMソング |

## メディア出演

### ラジオ番組
- スーパーギャング（TBSラジオ）